# Paradela (kommun)
Paradela är en kommun i Spanien. Den ligger i provinsen Lugo i den autonoma regionen Galicien i den nordvästra delen av landet, 400 km nordväst om huvudstaden Madrid. Antalet invånare är 1 591 (2024). Arean är 121,12 kvadratkilometer. Paradela gränsar till Portomarín, Sarria, O Incio, Bóveda, O Saviñao och Taboada.